# Lazarus Man
Lazarus Man (The Lazarus Man) è una serie televisiva statunitense in 22 episodi trasmessi per la prima volta nel corso di una sola stagione nel 1996.
È una serie western ambientata dopo la guerra civile americana e incentrata sulle vicende di un uomo, Lazarus, che, dopo essere stato sepolto vivo, riesce a scappare scoprendo di aver perso la memoria e si mette alla ricerca del suo passato per scoprire la sua vera identità. Durante la prima televisiva sulla TNT gli ultimi due episodi non furono mandati in onda perché Robert Urich, l'attore protagonista, ebbe problemi di salute.

## Personaggi e interpreti
- Lazarus (James Cathcart), interpretato da Robert Urich.
- Claire Cathcart, interpretata da Isabelle Townsend.
- Mr. Dunn, interpretato da Marcus Gilbert.
- Davey, interpretato da John Christian Graas.
- Maggiore Gafney, interpretato da Wayne Grace.

## Produzione
La serie, ideata da Colleen O'Dwyer e Michael Ogiens e Dick Beebe, fu prodotta da Castle Rock Entertainment e girata nel Nuovo Messico. Le musiche furono composte da Charles Sydnor.

### Registi
Tra i registi sono accreditati:
- John Binder in 3 episodi (1996)
- John Behring in 2 episodi (1996)
- Norman S. Powell in 1995-1996)
- Kevin Connor
- Jerry Jameson
- Johnny E. Jensen
- Christopher Nelson

### Sceneggiatori
Tra gli sceneggiatori sono accreditati:
- Dick Beebe in 20 episodi (1996)
- Colleen O'Dwyer in 20 episodi (1996)
- Michael Ogiens in 20 episodi (1996)
- John Binder in 3 episodi (1996)
- Joshua Winfield Binder in 3 episodi (1996)
- Elaine Zicree

## Distribuzione
La serie fu trasmessa negli Stati Uniti dal 3 febbraio 1996 al 23 novembre 1996 sulla rete televisiva TNT. In Italia è stata trasmessa su Telemontecarlo con il titolo Lazarus Man.
Alcune delle uscite internazionali sono state:
- negli Stati Uniti il 3 febbraio 1996 (The Lazarus Man)
- in Portogallo il 3 novembre 1996
- in Francia il 28 marzo 1998 (The Lazarus Man)
- in Ungheria (Éledő bosszú)
- in Grecia (The Lazarus Man)
- in Italia (Lazarus Man)

## Episodi
| Stagione       | Episodi | Prima TV USA |
| -------------- | ------- | ------------ |
| Prima stagione | 22      | 1996         |